# Weißbrauen-Bergtangare
Die Weißbrauen-Bergtangare (Pseudosaltator rufiventris, Syn.: Saltator rufiventris, Dubusia rufiventris) ist eine Vogelart aus der Familie der Tangaren (Thraupidae). Das Verbreitungsgebiet der Art umfasst Bolivien und den Nordwesten Argentiniens. Der Bestand wird von der IUCN als nicht gefährdet (Least Concern) eingeschätzt.

## Merkmale
Die Weißbrauen-Bergtangare erreicht bei einem Körpergewicht von lediglich 67,8 bis 80,5 g eine Körperlänge von etwa 22 cm. Das Männchen ist am Oberkopf, der Unterseite inklusive der Oberflügeldecken gleichförmig blaugrau. Die Steuerfedern sind gräulich schwarz mit einer bläulichen Tönung an den äußeren Fahnen. Ein langer enger Überaugenstreif zieht sich bis an die Nackenseite. Das Gesicht bis zum Kinn und der Brust ist blaugrau, was sich farblich scharf von der hellen rötlich gelbbraunen Unterbrust, Bauch und Steiß abgrenzt. Die Iris ist rot, der Schnabel dunkelbraun mit cremefarbener Basis am Unterschnabel. Das Weibchen ähnelt dem Männchen ist aber generell weniger bläulich auf der Oberseite und blasser auf der Unterseite, Die Iris ist bernsteinfarben. Jungtiere ähneln erwachsenen Vögeln, doch ist der Schnabel blasser.

## Lautäußerungen
Der Gesang der Weißbrauen-Bergtangare ist ein kurzes, schnell gedämpftes tscheri-tscheri-tscheri-tschu in gleichmäßiger Tonlage. Der Ruf klingt wie ein leises phuit-phuit oder ein unmusikalisches, unregelmäßiges rrhe-rrhe oder lauter als wuit-wuit.

## Fortpflanzung
Im August und September wurden Weißbrauen-Bergtangaren in Jugendkleid beobachtet. Außerdem wurden Weibchen um April und Mai in Brutstimmung gesichtet. Allerdings wurden auch Vögel im Mai und August mit wenig entwickelten Gonaden untersucht. Deshalb ist die Brutzeit vermutlich im Dezember und Januar. Die kelchförmigen Nester bestehen aus Wurzeln, trockenen Blättern und ähnlichem Material. Diese werden mit Pflanzenfasern und feinen Gräsern ausgekleidet. Das Nest wird dann in mittlerer Höhe in Gestrüpp, in dichtblättrigem Büschen oder auf einem Baum platziert. Ein Gelege besteht aus drei Eiern. Diese sind bläulich mit matten braunen und schwarzen Markierungen.

## Verhalten und Ernährung
Die Weißbrauen-Bergtangare wurde dabei beobachtet, wie sie die Früchte von Berberitzen oder zu den Rosengewächsen gehörenden Gattungen Heteromeles oder die Beeren von Mistelzweigen der GattungTristerix fraß. In Argentinien ernährt sie sich oft von den Beeren der Gattung Brachyotum oder von frischen Blättern der Gattung Salix. Außerdem gehören Grashalme vom Boden zu ihrer Nahrung. Der Mageninhalt von Vögeln, die im Mai und August untersucht wurden, enthielten vegetarisches Material inklusive Pflanzenfasern und Fruchtsamen. Die Beeren von Misteln scheinen eine wichtige Nahrungsquelle für sie zu sein, wobei Polylepis ganzjährig vorhanden, während Alnus nur saisonal verfügbar ist. Meist sind sie als lose Paare unterwegs. Oft sieht man sie in der Gegenwart von Goldschnabelsaltator (Saltator aurantiirostris) und Zweibinden-Pflanzenmäher (Phytotoma rutila). Das Futter sucht sie hauptsächlich in Bäumen und anderer Vegetation und nur gelegentlich auf dem Boden. Sie wurde auch schon auf dem Boden von gepflügten Feldern bei der Nahrungssuche beobachtet.

## Verbreitung und Lebensraum

Verbreitungsgebiet (grün) der Weißbrauen-Bergtangare

Die Weißbrauen-Bergtangare ist in den Zentralanden von Zentralbolivien in den Departamentos La Paz, Cochabamba und Chuquisaca und südlich bis in den Nordwesten Argentiniens bis in die Provinzen Jujuy und Salta verbreitet. Meist bewegt sie sich in Polylepsis-Wäldern, kann aber auch in dichtem Gestrüpp oder agrarwirtschaftlich genutzten Gebieten vorkommen. In Argentinien ist sie meist in trockenem Gestrüpp an den höheren Berghängen oder den Quebradas anzutreffen. Oft ist sie in trockenen Gebieten verbreitet, in Bolivien aber auch in feuchten Bergwäldern. Normalerweise findet man sie in Höhenlagen von 2500 bis 3500 Metern, seltener bis 4000 Metern.

## Migration
Es wird vermutet, dass die Weißbrauen-Bergtangare ein Standvogel ist. Genauere Untersuchungen zum Zugverhalten gibt es nicht.

## Etymologie und Forschungsgeschichte
Die Erstbeschreibung der Weißbrauen-Bergtangare erfolgte 1837 durch Alcide Dessalines d’Orbigny und Frédéric de Lafresnaye unter dem Namen Saltator rufiventris. Das Typusexemplar stammt aus der Gegend von Sica Sica. Lange wurde sie unter der Gattung Saltator Vieillot, 1816 geführt, später auch unter der Gattung Dubusia Bonaparte, 1850. Schließlich stellten sie Kevin Joseph Burns, Philip Unitt und Nicholas Albert Mason im Jahr 2016 in die neue Gattung Pseudosaltator. Dieser Begriff leitet sich von dem altgriechischen Wort ψευδος pseudos für „falsch“ und lateinischen saltator, saltatoris, saltare  für „Tänzer, tanzen“ ab, bezieht sich aber in diesem Kontext auf die Gattung Saltador. Der Artname »rufiventris« ist ein lateinisches Wortgebilde aus rufus für „rötlich“ und venter, ventris  für „Bauch“.